# Ernst Schultz
Ernst Ludvig Emanuel Schultz, född 15 maj 1879 i Horsens, Danmark, död 20 juni 1906 genom drunkning, var en dansk friidrottare. 
Han var medlem av Københavns FF (Københavns IF) (-1900) och Hellerup IK (1901-). Han deltog i OS 1900 i Paris och blev trea på 400 meter. Han vann ett danskt mästerskap; 150 meter 1899. 